# Poliça
Poliça, souvent stylisé Polica, est un groupe de rock alternatif américain, originaire de Minneapolis, dans le Minnesota. Le style musical du groupe est axé électro et RnB. Le groupe est formé en 2011 avec Ryan Olson et Channy Leaneagh, et son album Give You the Ghost a rencontré en 2012 un très bon accueil.

## Biographie

### Origines
Selon la chanteuse du groupe, Channy Leaneagh, Poliça signifie, en polonais, « politique ». Ce nom ferait référence à un code non écrit entre les membres du groupe lorsqu'ils jouent ensemble, ainsi qu'à leur éthique de travail.

### Give You the Ghost
Le premier album, Give You the Ghost, est sorti le jour de la  Saint-Valentin 2012. Il est particulièrement bien accueilli par la critique. Justin Vernon, du groupe Bon Iver, a écrit dans le magazine Rolling Stone : « C'est le meilleur groupe que je n'ai jamais entendu ». Un autre article du même magazine énonce que « c'est à la fois le son du chagrin et de la célébration ». Les Inrocks, journal français, parle de « chansons étranges et vaudoues, rythmiquement folles, chantées par une sirène auto-tunée à méduser les âmes les plus stoïques ». Un journaliste de Libération considère que cet album est un des meilleurs de 2012 et écrit à son propos « Spectral et envoûtant, il invite à une plongée en apnée dans un océan de new wave, funk, electro, rock progressif, etc. Un premier album majeur luminescent, charnel et cicatriciel. Le quatuor aux deux batteurs de Minneapolis a pour lui une voix à la sensibilité fascinante, et la personnalité frappante de Channy Leaneagh ».
En mars 2012, le groupe joue au festival South by Southwest (SXSW) à Austin (Texas). The Huffington Post retient de cette prestation scénique que « Poliça fait une musique mélancolique qui vous colle à la peau. Ce groupe va être énorme ». Il enchaîne ensuite les passages à la télévision, apparaissant ainsi, le 25 avril 2012, dans l'émission américaine Late Night with Jimmy Fallon, mêlant humour façon « comedy club » et talk-show. Et le 22 août, il fait un passage dans l'émission de divertissement Jimmy Kimmel Live!.

### Shulamith
À la première moitié de 2013, Olson et Leaneagh commence à travailler sur ce que le chanteur décrit comme « Batterie. Basse. Synthé. Moi. Femmes. » La majeure partie est effectuée par e-mail pendant que le groupe continue de tourner avec Olson qui passe du temps au Brésil. Les enregistrements sont faits aux studios April Base de Bon Iver dans le Wisconsin. Leur deuxième album, Shulamith, est publié le 20 octobre 2013 et précédé par le single Tiff avec Justin Vernon. Le clip de Tiff et la couverture de l'album sont considérés « brutaux ». En soutien à l'album, le groupe participe au Later... with Jools Holland sur BBC2 le 11 octobre 2013 et trois jours plus tard, à l'émission de Lauren Laverne sur la BBC Radio 6 Music depuis les Maida Vale Studios de Londres. Le titre de l'album fait référence à Shulamith Firestone,.
En juin 2014, le groupe publie l'EP Raw Exitqui comprend quatre prises issues de leur sessions pour Shulamith. Les quatre chansons comprennent trois originales et une reprise de You Don't Own Me

### United Crushers

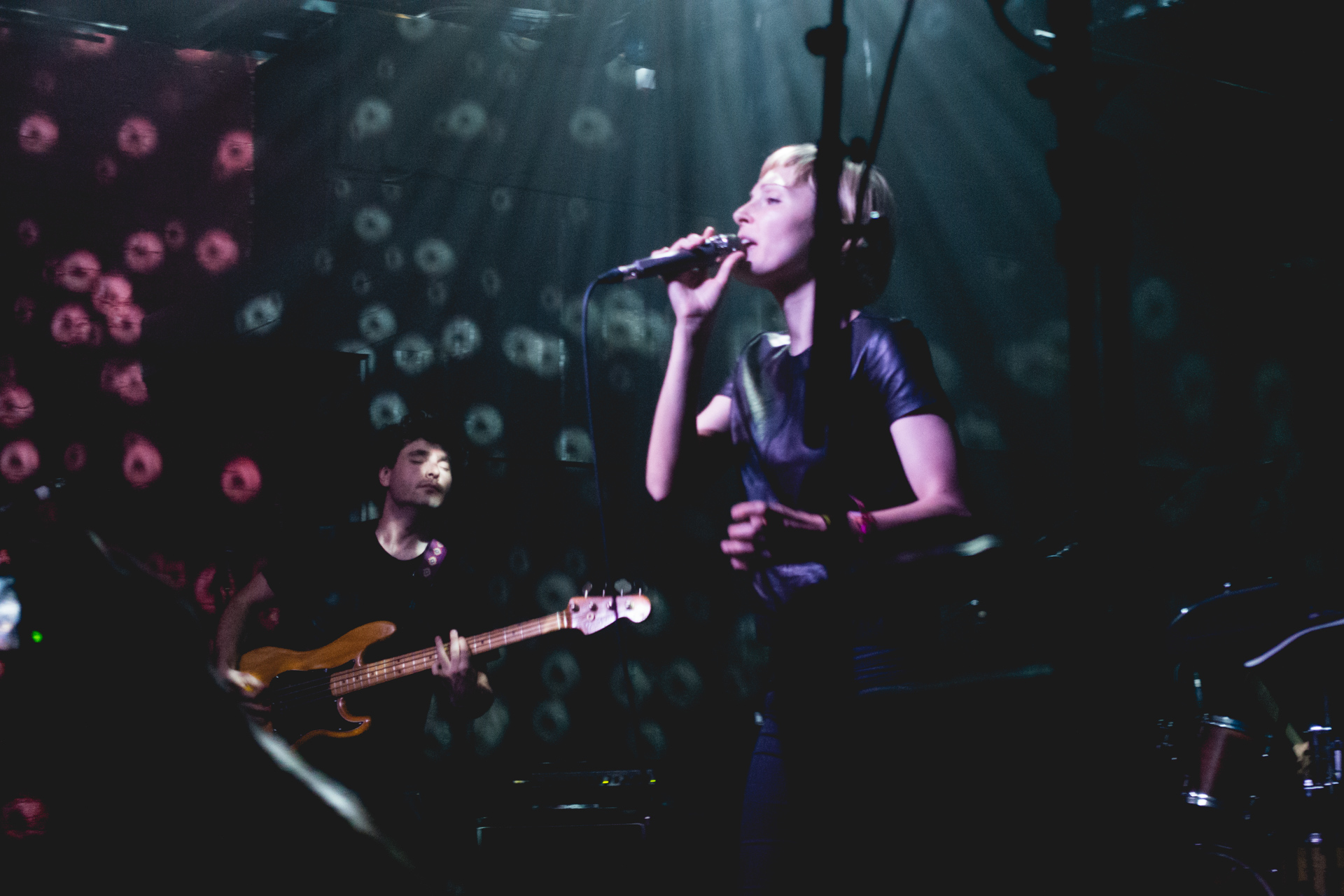
Poliça au festival SXSW en 2016.

Leaneagh commence à écrire de nouveaux morceaux en 2013 et continue pendant les tournées. Un album est achevé pour la mi-2015 et le groupe commence à répéter. En début avril, ils embarquent pour une tournée de neuf dates avec de nouveaux morceaux. Pendant la seconde moitié du mois, ils enregistrent l'album au studio résidentiel Sonic Ranch au Texas. En 2015, Leaneagh et Olson se marient et mettent au monde un enfant, en octobre la même année.
Le groupe publie son troisième album, United Crushers, le 4 mars 2016. De nouveau produit par Ryan Olson, le morceau Lime Habit est publié sur Internet en novembre 2015. L'album est enregistré en dix jours à El Paso. Leaneagh le décrit selon ses termes : « J'ai vu cet album comme ma dernière chance [et j'ai] voulu avoir cette sensation de 'page tournée'. »

## Discographie
- 2012 : Give You the Ghost
- 2013 : Shulamith
- 2016 : United Crushers
- 2020 : When We Stay Alive
- 2022 : Madness

### Vidéos
- « Polica, Live In Concert: SXSW 2012 », National Public Radio, 15 mars 2012.
- « 2012 vue par Polica », Les Inrockuptibles, décembre 2012.